# Manuale di zoologia fantastica
Manuale di zoologia fantastica (Manual de zoología fantástica) è un saggio scritto da Jorge Luis Borges nel 1957 con la collaborazione di Margarita Guerrero.
Integrato nel 1967 e poi nel 1969 è uscito nella versione definitiva con il titolo Il libro degli esseri immaginari (El libro de los seres imaginarios).

## Creature elencate
- Á Bao A Qu
- Abtu e Ane
- L'Anfesibena
- Gli Angeli di Swedenborg
- Animali degli specchi
- Due animali metafisici
- Animali sferici
- Un animale sognato da Kafka
- Un animale sognato da C.S. Lewis
- L'animale sognato da Poe
- Le antilopi a sei zampe
- Arpie
- L'asino a tre zampe
- Bahamūt
- Baldanders
- La Banshee
- Il Basilisco
- Il Behemot
- Il Borametz
- I Brownies
- Il Burak
- Il Catoblepa
- Il cavallo di mare
- Il Centauro
- Il Centoteste
- Cerbero
- Il Cervo celeste
- La Chimera
- Crocota e Leucrocota
- Crono o Ercole
- Demoni dell'ebraismo
- I demoni di Swedenborg
- Il Divoratore di ombre (Ammit)
- Il Doppio
- Il Drago
- Il Drago cinese
- Il Drago in Occidente
- L'elefante che preannunziò la nascita di Buddha
- Gli Elfi
- Gli Eloi e i Morlock
- Gli esseri termici
- Fastitocalon (Tolkien)
- Le Fate
- Fauna cinese
- Fauna degli Stati Uniti
- La Fenice
- La Fenice cinese
- Il figlio di Leviatano
- Il Gallo Celeste
- Garuḍa
- Il Gatto del Cheshire e i Gatti di Kilkenny
- Gli Gnomi
- Il Golem
- Il grifone
- Haniel, Kafziel, Azriel e Aniel
- Haokah, dio del tuono
- Hochigan
- Ḫumbaba
- L'Idra di Lerna
- Un incrocio
- L'Ippogrifo
- Ittiocentauri
- I Jinn
- Il Kami (Jinshin-Uwo)
- Il Kraken
- Kujata
- I Lamed Wufnik
- Le Lamie
- I Lemuri
- La Lepre Lunare
- Lilith
- La Madre delle Tartarughe (Than Qui)
- La Mandragora
- La Manticora
- Il Minotauro
- Il Mirmicoleone
- I Monocoli (Ciclopi,Arimaspi)
- Il mostro Acheronte
- I Nāga
- Il Nesnas
- Le Ninfe
- Le Norne
- L'Odradek
- L'ottuplo Serpente
- La pantera
- Il Pellicano
- Il Périto
- I Pigmei
- Un re di fuoco e il suo cavallo
- Remora
- Un rettile sognato da C.S. Lewis (Perelandra)
- Il Ruc
- La Salamandra
- I Satiri
- Scilla
- La Scimmia dell'Inchiostro
- La scrofa in catene
- La Sfinge
- I Silfi
- Il Simurg
- Sirene
- Lo Spianatore
- Lo Squonk (Lacrìmacorpus dissolvens)
- Il T'ao-t'ieh
- Talo
- Le Tigri dell'Annam (Si Ling)
- I Troll
- L'Uccello della Pioggia
- L'Unicorno
- L'Unicorno cinese
- L'Uroboros
- Le Valchirie
- La Vellosa di La Ferté-Bernard
- La Volpe cinese
- Youwarkee
- Lo Zaratan

## Edizioni in italiano
- Manuale di zoologia fantastica, trad. di Franco Lucentini, Torino: Einaudi, 1962; n. ed. a cura di Glauco Felici, ivi, 1998
- Il libro degli esseri immaginari, trad. di Fausta Antonucci, Roma-Napoli: Theoria, 1984
- Il libro degli esseri immaginari, trad. di Ilide Carmignani, a cura di Tommaso Scarano, Milano: Adelphi, 2006